# Obages
Obages is een kevergeslacht uit de familie van de boktorren (Cerambycidae). De wetenschappelijke naam van het geslacht werd voor het eerst geldig gepubliceerd in 1866 door Pascoe.

## Soorten
Obages omvat de volgende soorten:
- Obages cameroni Breuning, 1972
- Obages flavosticticus Breuning, 1939
- Obages palparis Pascoe, 1866
- Obages tuberculipennis Breuning, 1961
- Obages tuberculosus Breuning, 1973